# Trochalus bredoi
Trochalus bredoi är en skalbaggsart som beskrevs av Louis Burgeon 1944. Trochalus bredoi ingår i släktet Trochalus och familjen Melolonthidae. Inga underarter finns listade i Catalogue of Life.